# Renia plenilinealis
Renia plenilinealis là một loài bướm đêm trong họ Noctuidae.